# Aneta Havlíčková
Aneta Havlíčková (* 3. července 1987, Mladá Boleslav) je reprezentantka Česka ve volejbale. V reprezentaci i klubu hraje na pozici univerzálky.

## Sportovní kariéra
K volejbalu jí přivedli rodiče. Začínala v klubu SK Meteor a se vstupem do mladežnických reprezentací hrála za klub PVK Olymp, se kterým získala v sezona 2004/05 titul. Po zisku druhého titulu v sezoně 2007/08 odešla do Nizozemska, kde hrála jednu sezonu za klub VC Weert. Od sezony 2009/10 hrála tři roky v Itálii a s klubem Busto Arsizio vyhrála v roce 2012 Pohár CEV. Následovala roční štace v Ázerbájdžánu, ze kterého se přemístila do Istanbulu, kde hraje za klub Fenerbahçe. V roce 2014 vyhrála s Fenerbahçe podruhé Pohár CEV.

## Výsledky s reprezentací
| Turnaj             | 2007 | 2008 | 2009 | 2010 | 2011 | 2012 | 2013 | 2014 |  |
| Turnaj             | 20   | 21   | 22   | 23   | 24   | 25   | 26   | 27   |  |
| ------------------ | ---- | ---- | ---- | ---- | ---- | ---- | ---- | ---- |  |
| Olympijské hry     |      | —    |      |      |      | —    |      |      |  |
| Mistrovství světa  |      |      |      | 15.  |      |      |      | —    |  |
| Mistrovství Evropy | 9.   |      | 10.  |      | 8.   |      | 10.  |      |  |

## Profesionální kluby
- PVK Olymp Praga
- VC Weert
- Tiboni Urbino
- Yamamay Busto Arsizio
- Lokomotiv Baku
- Fenerbahçe Bayan Voleybol Takımı